# B.o.B Presents: The Adventures Of Bobby Ray
'B.o.B Presents: The Adventures of Bobby Ray er debutalbummet fra den amerikanske rapper B.o.B, udgivet 27. april 2010, på Grand Hustle Records. Produktionen af albummet fandt sted fra 2008 til 2010 og blev varetaget af B.o.B, CRADA, Dr. Luke, The Smeezingtons, Jim Jonsin, Lil 'C, Alex da Kid, Polow da Don og DJ Frank E.
Albummet debuterede som nummer et på den amerikanske Billboard 200-hitliste og solgte 84.000 eksemplarer i sin første uge. Det opnåede nogle internationale hitlisteplaceringer og har produceret tre singler, der er opnået hitliste-succes, herunder de internationale hits "Nothin' on You" og "Airplanes". Seneste skud på stammen er Magic.  I forbindelse med udgivelse, modtog B.o.B Presents: The Adventures of Bobby Ray generelt positive anmeldelser fra de fleste musikkritikere.

## Spor
| #   | Titel                                                    | Længde |
| --- | -------------------------------------------------------- | ------ |
| 1.  | "Don't Let Me Fall"                                      | 4:35   |
| 2.  | "Nothin' on You" (featuring Bruno Mars)                  | 4:29   |
| 3.  | "Past My Shades" (featuring Lupe Fiasco)                 | 3:33   |
| 4.  | "Airplanes" (featuring Hayley Williams)                  | 3:01   |
| 5.  | "Bet I" (featuring T.I. & Playboy Tre)                   | 4:17   |
| 6.  | "Ghost In The Machine"                                   | 5:24   |
| 7.  | "I'll Be In The Sky"                                     |        |
| 8.  | "The Kids" (featuring Janelle Monáe)                     | 3:26   |
| 9.  | "Magic" (featuring Rivers Cuomo)                         | 3:16   |
| 10. | "Fame"                                                   | 3:41   |
| 11. | "Lovelier Than You"                                      | 4:04   |
| 12. | "5th Dimension" (featuring Ricco Barrino)                | 3:23   |
| 13. | "Airplanes Part II" (featuring Eminem & Hayley Williams) | 5:19   |